# Ahn Sung-nam
Đây là một tên người Triều Tiên, họ là Ahn.
Ahn Sung-Nam (tiếng Hàn: 안성남; Hanja: 安成男, sinh ngày 17 tháng 4 năm 1984) là một cầu thủ bóng đá Hàn Quốc hiện tại thi đấu cho Gyeongnam FC.

## Sự nghiệp câu lạc bộ

### Ulsan Mipo Dockyard
Sau khi tốt nghiệp từ Đại học Chung-Ang, anh gia nhập đội bóng tại Giải Quốc gia Hàn Quốc Ulsan Hyundai Mipo Dockyard. Anh ghi 19 bàn trong 2 mùa giải.

### Gangwon FC
Năm 2009, anh chuyển đến đội bóng mới Gangwon FC với tư cách thành viên sáng lập với cựu huấn luyên viên Ulsan Hyundai Mipo Dockyard Choi Soon-Ho. Trong trận đấu đầu tiên tại K-League trước Jeju United, anh không may gặp chấn thương và phải nghỉ thi đấu 8 tuần. Ngày 15 tháng 8 năm 2009, anh ghi bàn thắng đầu tiên tại K-League trước Chunnam Dragons.

### Gwangju FC
Vào tháng 1 năm 2011, Ahn Sung-Nam gia nhập Gwangju FC theo dạng cho mượn với thời hạn 1 năm. Sau quãng thời gian cho mượn, anh hoàn thành chuyển nhượng tự do đến Gwangju ngày 25 tháng 12 năm 2011.

### Thống kê
Tính đến 31 tháng 10 năm 2011
| Thành tích câu lạc bộ | Thành tích câu lạc bộ | Thành tích câu lạc bộ | Giải vô địch | Giải vô địch | Cúp     | Cúp       | Cúp Liên đoàn | Cúp Liên đoàn | Tổng cộng | Tổng cộng |
| Mùa giải              | Câu lạc bộ            | Giải vô địch          | Số trận      | Bàn thắng    | Số trận | Bàn thắng | Số trận       | Bàn thắng     | Số trận   | Bàn thắng |
| Hàn Quốc              | Hàn Quốc              | Hàn Quốc              | Giải vô địch | Giải vô địch | Cúp KFA | Cúp KFA   | Cúp Liên đoàn | Cúp Liên đoàn | Tổng cộng | Tổng cộng |
| --------------------- | --------------------- | --------------------- | ------------ | ------------ | ------- | --------- | ------------- | ------------- | --------- | --------- |
| 2007                  | Ulsan Mipo Dolphins   | National League       | 21           | 13           | 2       | 1         | -             | -             | 23        | 14        |
| 2008                  | Ulsan Mipo Dolphins   | National League       | 27           | 6            | 2       | 0         | -             | -             | 29        | 6         |
| 2009                  | Gangwon FC            | K League 1            | 20           | 1            | 1       | 0         | 1             | 0             | 22        | 1         |
| 2010                  | Gangwon FC            | K League 1            | 23           | 5            | 1       | 0         | 3             | 0             | 27        | 5         |
| 2011                  | Gwangju FC            | K League 1            | 21           | 2            | 1       | 0         | 1             | 0             | 23        | 2         |
| Tổng cộng sự nghiệp   | Tổng cộng sự nghiệp   | Tổng cộng sự nghiệp   | 112          | 27           | 7       | 1         | 5             | 0             | 124       | 28        |

## Danh hiệu

### Câu lạc bộ
Ulsan Hyundai Mipo Dockyard
- Giải Quốc gia Hàn Quốc (2): 2007, 2008
- Cúp Chủ tịch Hàn Quốc (1): 2008